# Hemerobius cercodes
Hemerobius cercodes är en insektsart som beskrevs av Navás 1917. Hemerobius cercodes ingår i släktet Hemerobius och familjen florsländor. Inga underarter finns listade i Catalogue of Life.